# Pseudohynobius shuichengensis
Espèce
Statut de conservation UICN

 CR  : 
En danger critique
Pseudohynobius shuichengensis est une espèce d'urodèles de la famille des Hynobiidae.

## Répartition
Cette espèce est endémique du Guizhou en Chine. Elle se rencontre de 1 910 à 1 970 m d'altitude dans le Xian de Shuicheng dans la préfecture de Liupanshui.

## Étymologie
Son nom d'espèce, composé de shuicheng et du suffixe latin -ensis, « qui vit dans, qui habite », lui a été donné en référence au lieu de sa découverte, le Xian de Shuicheng.

## Publication originale
- Tian, Li & Gu, 1998 : A new species of genus Pseudohynobius (Caudata: Hynobiidae): Pseudohynobius shuichengensis. Journal of the Liupanshui Teacher's College, vol. 1998, p. 9-13.